# Немирів (селище)
Неми́рів — селище у Яворівському районі Львівської області. Розташований між річками Смердих та Рибна (Блех) (південний захід українського Розточчя), за 22 км на південний захід від міста Рава-Руська та за 20 км на північ від районного центру м. Яворів. День міста - 10 березня. Відомий з 1580 р.
3,5 тис. жителів (1996 р.), 1,9 тис. за даними перепису 2001 року. Станом на 1 січня 2017 року за статистикою — 1989 людей.
У західній частині селища розташований однойменний бальнеологічний курорт санаторій «Немирів», який діяв біля сірководневих джерел з 1814 року, але занепав за часів незалежної України. За 2 км на північ діяв спеціалізований протитуберкольозний санаторій, однак також припинив діяльність у 2020.
За 10 км на захід розміщений пункт пропуску Будомєж-Грушів на кордоні з Польщею.

## Географія
Розташоване на висоті 268 м над рівнем моря на межі Розточчя і Надсянської низовини біля річок Смердих і Рибна (Блех). Селище оточене мішаними лісами.
На схід від Немирова донедавна існувало багато історичних місцевостей (Тростянець, Курники, Парипси, Щирець — садиба Крузенстернів). Припинили вони своє існування після утворення одного з найбільших у Європі військових полігонів — Яворівського військового полігону.

## Історія
Немирів лежить на старому соляному шляху, що веде через Розточчя. Найранішою історичною пам'яткою Немирова є давньоруське городище ХІІ — ХІІІ ст. в урочищі Воротня (Ворота), яке в 1991—1992 роках дослідила археологічна експедиція на чолі з професором Львівського державного університету ім. Івана Франка М. Пелещишиним. Через Ворота пролягала дорога, що поєднувала теперішній Потелич, Белз та волинські міста з Перемишлем. На вершині гори, що примикає до Воріт, археологи виявили залишки городища, яке названо Замком, а північне біля його підніжжя — Підзамчем. Городище Воротня має округлу форму зі слабо визначеними кутами. З південно-східного боку його оточують три ряди валів. Над найпотужнішим внутрішнім валом височів дитинець. Із півдня та сходу висота валу сягала близько 5 м, ширина підошви — 10 м. На його західній частині збереглися залишки фундаментів двох оборонних веж. Ділянка городища має діаметр близько 60 м, довжина рову 68 м, ширина 0,8 м. Другий вал, висотою 2,5 м, примикає безпосередньо до рову, третій вал має довжину 146 м.
1266 р. у Воротні відбувся бій князів Василька Романовича й Шварна Даниловича з польським князем Болеславом Сором'язливим. У літописі сказано, що, сплюндрувавши околиці Белза, польський монарх рушив далі через села неподалік теперішнього Немирова, але біля «Воріт» йому перепинили шлях дружини руських князів.
Одними з перших задокументованих іменитих власників Немирова був Анджей Фредро (син Станіслава) — власник сусіднього маєтку Вороблячинських у 1580 році) За версіями польських дослідників, місто на «ґрунтах» села Вороблячин він заснував за дозволом короля Стефана Баторія від 1580 року. Наступного, 1581 року король Стефан Баторій дарував Немирову привілей магдебурзького права і герб Бонча (срібний єдиноріг на блакитному тлі). Згаданий привілей король підписав у таборі під Великими Луками під час воєнного походу на Москву.
Сім'я Фредрів чимало зусиль вклала у розвиток міста. Їхній родовий знак — так званий герб Бонча — дотепер залишається геральдичним символом Немирова.
З 1615 року містечко перебувало у власності шляхтичів Стадницьких.
На півдні немирівські землі сусідили з Яворівським староством, утвореним 1563. Згодом Яворів став центром політичного життя, а королівську резиденцію у 1647—1684 рр. тут мав король Польщі Ян III Собеський. Король добре знав околиці Немирова, оскільки починав свою кар'єру з посади яворівського старости.
За часів Собеського «було то дуже зграбне місто, оточене валом із землі і дерев'яними брамами. На півдні охороняє його озеро, на берегах якого височіє гарний замок. Папська церква є з каміння, руська — з дерева, ратуша також з дерева». Так описав Немирів, перебуваючи тут проїздом 18 квітня 1671 року, фригієць Ульріх фон Вердум — член французького представництва.
У середині XVII століття у Немирові сталася велика пожежа. Раніше, в 1629 році, його спустошили татари.
Однією з найсумніших подій для історії міста, як і для історії Речі Посполитої, стався татарський наїзд 1672 року. З ним пов'язана постать Яна Собеського, тодішнього великого коронного маршала і великого коронного гетьмана. У перших днях славного походу на татарські загони, 7 жовтня згаданого року, дійшло до головної сутички під Немировом. Польські війська під командуванням гетьмана Собеського обійшли збоку і розгромили головні сили татар нурадина Азамета Герая — сина кримського хана. Однак найважливішим було звільнення ясиру — кільканадцять тисяч полонених, зібраних в татарському таборі на немирівських полях, які були жителями поселень, розкиданих по всій території Надсяння. Здобуто при цьому багату здобич і взято до неволі багато військовополонених, інколи значних мурів. У битві відзначилося багато вояків, пізніше вірних соратників гетьмана і короля Яна III. Поміж них були: Анджей Моджейовський — власник ближніх Великих Очей і Миколай Сенявський — спадкоємець Олешичів.
Пам'ять про перемогу Яна Собеського міцно вкорінилася в місцевій традиції. Згідно з переказами, на могилі полеглих тоді солдатів, а мабуть також вбитих татарами невільників з ясиру, на південному краю міста поставлено колону з фігурою Скорботного Ісуса Христа (XVIII / XIX ст.). Згідно з іншим переказам, колону встановили в 1872 році, на згадку 200-ї річниці немирівської битви. Ще інші джерела зовсім не пов'язують її історії з перемогою Собеського. Існує легенда про святого Марка, який ходив взимку по Немирову і просив мешканців, щоб прийняли його під свій дах. Ніхто однак не згодився і святий замерз. На місці, де знайдено його тіло, згодом поставили монумент, який називають «колоною святого Марка». Щоправда, статуя на колоні все ж є фігурою Сина Божого (такі фігури характерні для Лемківщини та Балтійських країн). Перекази, що так відрізняються одні від одних, підкреслюють тільки привабливість цього пам'ятника.

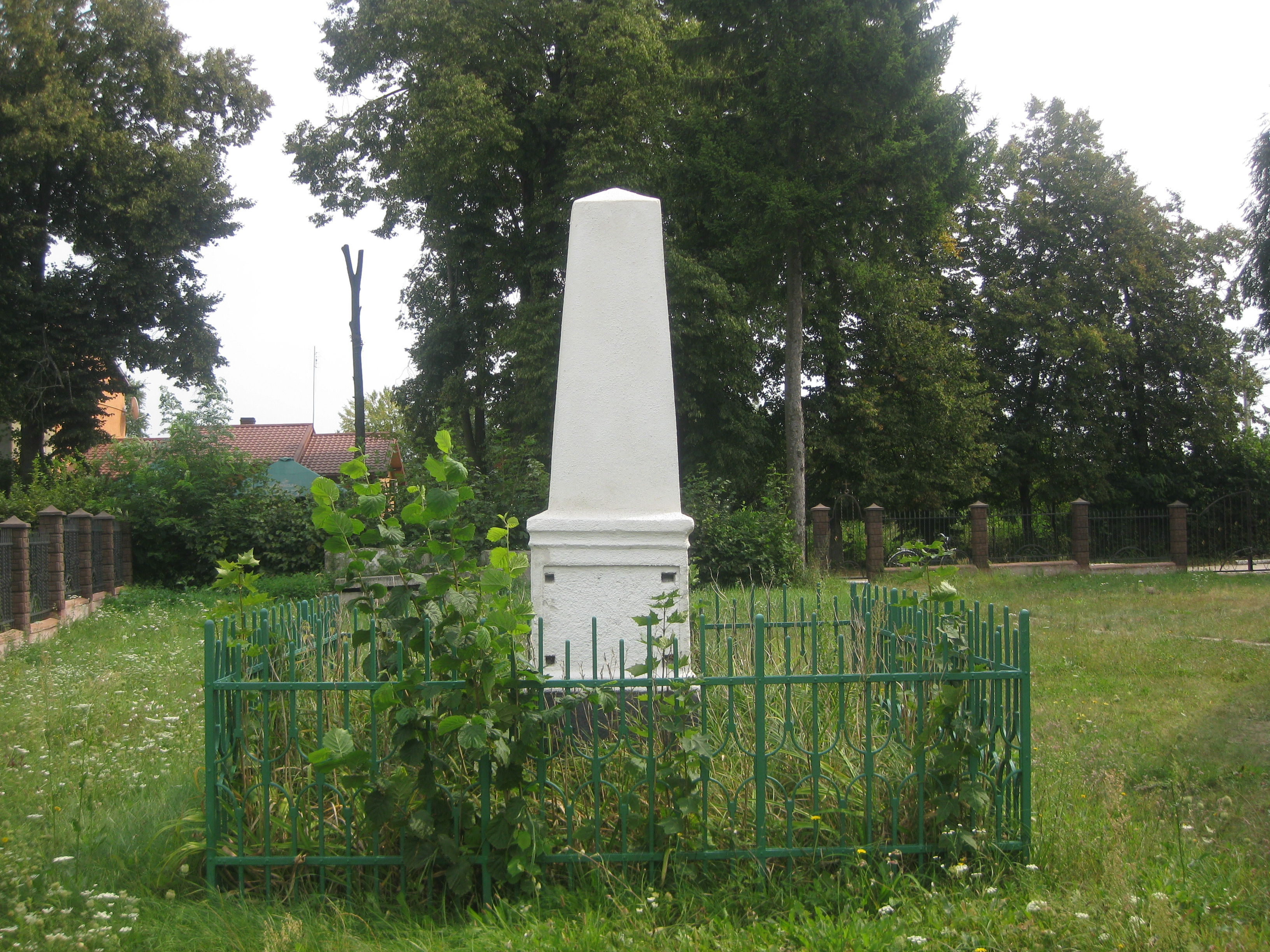
Пам'ятний знак на честь 200-ї річниці Віденської битви (1883)

Битву під Немировом, яка була однією з декількох найважливіших перемог, що проклали Яну Собеському дорогу до трону, увіковічнено в 1883 році (двохсота річниця перемоги над татарами під Віднем). На площі немирівського ринку мешканці поставили пам'ятник у формі обеліска. На його постаменті поміщено дошку з написом: «ЯН Собєський / У ТОЙ ЧАС МАРШАЛ І ГЕТЬМАН В. КОР. / переслідуючи татар, плюндруючих руські землі в р. 1672, розбив числ. 7. жовтня на немирівських полях / великий татарський загін і звільнив / з ясиру 12 000 шляхти і волостян, дітей і жінок. ВШАНОВУЮЧИ ПАМ'ЯТЬ НИЩІВНИКА ІСЛАМУ / в ДВОХСОТУ РІЧНИЦЮ ПЕРЕМОГИ ВІДНЯ / МІСТО НЕМИРІВ ЦЮ ДОШКУ ПОМІСТИЛО / 12. ВЕРЕСНЯ 1883».
У самому віденському поході в 1683 році взяв участь, — дещо спізнившись, — «п. Стадницький, Немирівський», згаданий кілька разів у листах короля до Марусеньки. Був то напевно Вікторин Стадницький — каштелян перемишльський, раніше каштелян любачівський, полковник белзький, власник немирівських маєтків, який вже після битви під Віднем привіз королеві улюблену ним «фудзию». Син Вікторина, відомий як «молодий перемишльський каштелянець», перебував при королівському дворі у Жовкві. Брав участь разом з принцами Собеськими в карнавальних забавах взимку 1694 року. У володінні Стадницьких Немирів залишався ще до кінця XVIII століття. Пізніше місто перейшло до рук графів Мощинських, на коротко — Телецьких, а від 70-х років XIX до кінця 30-х років XX століття належав графам Крузенстернам (Kruzenstern).
З проголошенням в 1918 ЗУНР у Немирові владу від австрійців перебрали українці: о. Іван Кипріян і старшина Василь Каліцінський.
На 01.01.1939 в місті проживало 3250 мешканців, з них 900 українців-греко-католиків, 200 українців-римо-католиків, 1600 євреїв, 550 поляків, а в селі Передмістя проживало 570 мешканців, з них 520 українців-греко-католиків, 100 українців-римо-католиків, 10 євреїв і 10 поляків.
26 вересня 1939 року з'єднання радянського 2-го кавкорпусу увійшли до міста. В роки Другої світової війни в Немирові було знищено значну частину будівель, а вживана під час та після війни національна політика окупаційних влад знищили єврейське та репатріювали польське населення з міста.
У 1940 — 1957 рр. (за винятком 1941 — 1944 рр.) місто було центром Немирівського району. У 1957 році його ліквідовано і територію приєднано до Рава-Руського району. З 1963 року по сьогодні Немирів належить до Яворівського району.
У період радянської окупації в Немирові працював цегельний завод, кілька лісообробних підприємств, трикотажний комбінат, ковбасний цех та пекарня. У 1980-х роках за 5 кілометрів на захід від селища велася розробка родовища по видобутку сірки, працював великий гірничо-хімічний комбінат, однак, через наближення економічного застою в СРСР, його розпад та неконкурентноспроможність підприємства, роботу було припинено.
На зламі 1980 — 90-х років у селищі спостерігався великий спад економічного та соціального життя: була припинена робота цегельного заводу, пекарні, двох літніх таборів, кінотеатру, скорочена робота санаторію тощо. Це породило складну демографічну ситуацію через високий рівень еміграції: протягом 1996 — 2001 років офіційне зареєстроване населення Немирова зменшилося з 3,5 до 1,9 тис. чоловік.
Стагнація селища продовжилась за часів незалежної України. У 2015 році припинив свою діяльність Санаторій «Немирів» який діяв з 1814 року. У 2020 році припинив діяльність спеціалізований протитуберкольозний санаторій, розташований за 2 км на північ від Немирова. Деяке пожвавлення додає відкритий у 2013 році пункт пропуску Будомєж-Грушів на кордоні з Польщею, розташований за 10 км на захід від Немирова.

## Населення

### Мова
Розподіл населення за рідною мовою за даними :
| Мова            | Кількість | Відсоток |
| --------------- | --------- | -------- |
| українська      | 1883      | 99.11%   |
| російська       | 14        | 0.74%    |
| білоруська      | 1         | 0.05%    |
| єврейська       | 1         | 0.05%    |
| інші/не вказали | 1         | 0.05%    |
| Усього          | 1900      | 100%     |

## Пам'ятки

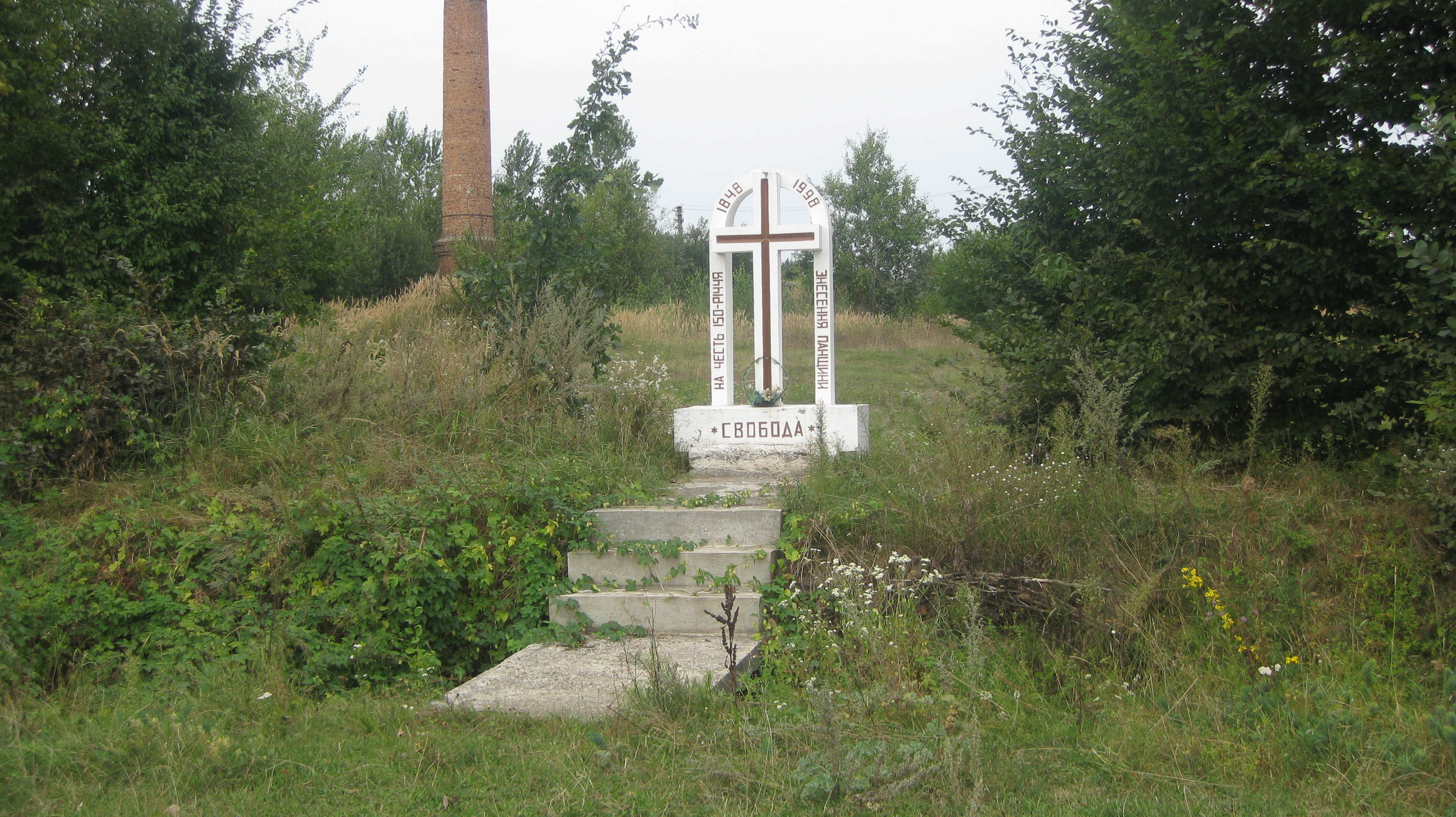
Пам'ятний знак на честь 150-ліття знесення панщини, встановлений у 1998 році поверх оригінального пам'ятного каменю з 1848 року.

- «Передміський замок» — первинна резиденція власників немирівських маєтків. Замок, скоріш за все, пов'язаний з боротьбою армій під Немировом. Його залишки видніють на південному сході від центру міста. Ще сьогодні велике враження справляють сліди валів і високого насипу, обрамованого водою річки і ставу. З давнього придворного комплексу існує ще зруйнована будівля з елементами давньої архітектурної декорації. Збоку росте висока самотня липа, свідок минулої розкішності цього місця.
- Церква Зіслання Святого Духа, 1557
- Костел Святої Трійці, 1640
- Колона зі статуєю Христа «зажуреного», XVIII ст., пам'ятник у вигляді увінчаної скульптурою колони з декоративною вигравіюваною виноградною лозою.
- Пам'ятний камінь на честь скасування панщини, 1848 рік. Розташований на східній околиці селища біля магерівської дороги. У 1998 році (на 150-ту річницю) поверх оригінального каменя був встановлений новий, більший, пам'ятний хрест.
- Поховання вояків І Світової війни (151 особа) - кладовище наприкінці селища, ліворуч дороги до Рави-Руської.

У сучасному краєвиді Немирова виступають, крім старіших, дві сучасні сакральні споруди:
- Православна церква Святого Дмитра Солунського (2000—2005 роки). Проект Григорія Мартиника. Займає південну частку давнього ринку. Має характерний силует із піднесеним куполом і чотирма меншими ліхтарями, що акцентують хрестовидний план святині. Освячення храму у 2005 р. здійснив архієпископ Дрогобицько-Самбірський Феодосій (Пецина).
- Молитовний дім Церкви християн віри євангельської.

## Релігія
Католики східного обряду
Від 1691 р. розпочала свою діяльність унійна парафія в Немирові.  До 1848 — 1852 років на місці сьогоднішнього храму правдоподібно, був дерев'яний храм. Збудована церква у стилі класицизму з фонду графа Петра Мошинського. Пам'яткою цього періоду є автентична таблиця, яка містить запис про звезення каміння на фундамент церкви Стецяком, прихожанином Немирова. Таблиця висить у притворі храму Зіслання Святого Духа.  У ХІХ столітті парафія належала до Любачівського деканату, а пізніше Немирівського — у межах Перемишльської єпархії. Тепер вона знову є осередком деканату в складі Львівської Архиєпархії Української Греко-Католицької Церкви.

Православні
Православна церква Зіслання Святого Духа була збудована міщанами ще перед офіційним заснуванням міста, в 1557 р. Розташована у так званому Великому Передмісті.
1 січня 1669 року Вікторин Стадницький видав привілей, який гарантував немирівським православним священикам і вірним усілякі права в сфері релігійних свобод.
В 1687 р., на місці зруйнованого попереднього, збудовано новий дерев'яний храм.
Сьогодні у Немирові діє громада ПЦУ. Настоятель митр. прот. Любомир Сироїд (з 1987 по 90-ті рр. ХХ у храмі Зіслання Святого Духа, від 90-х рр. ХХ ст. до 2005 у тимчасовій каплиці, з 2005 р. у новому храмі Димитрія Солунського), помічник — ієрей Роман Сироїд.
Католики західного обряду
Найстаршою збереженою дотепер пам'яткою міста, яка «знає» часи Собеського, є збудований у 1640 році мурований костел Святої Трійці. Фундував його Ян Стадніцький — новоміський староста, власник міста. Декількома роками раніше, в 1636 році, цей сам власник доречним документом укріпив існування латинської парафії, що існувала приблизно з 1530 року, або навіть із кінця XV століття. Нова святиня, поставлена на місці більш раннього дерев'яного костелу, витримана в скромному стилі пізнього ренесансу. У 1643 році Єва Стадницька виставила привілей для братства Матері Божої Параманної. Культ Богоматері Параманної був завжди присутній у немирівському костелі. Свідчать про те і престольні свята, що відбуваються щорічно 16 липня. Черговий важливий для святині привілей видали Вікторин і Тереза Стадницькі в 1680 році. З самого початку немирівська римо-католицька парафія була в юрисдикції Львівської архидієцезії. Додатково, з кінця XVIII до 40-х років XX століття, належала до любачівського деканату.
Після II Світової війни після депортації польського населення, костел перетворено на склад, що призвело до його часткової руйнації. Після повернення вірним (на початку 90-х років XX століття), зусиллям місцевих поляків, костел було відновлено.
У 1992 році відновлену святиню освятив архієпископ Мар'ян Яворський, тодішній львівський митрополит. Тепер римо-католицька парафія належить до Жовківського деканату РКЦ.
У костелі до війни був цінний образ Богоматері Параманної, який від знищення у часи воєнного лихоліття врятував один з немирівчан. Образ примістили у храмі Зіслання Святого Духа (УГКЦ), де він висить і сьогодні.
У 2011 році, стараннями місцевого пароха о. Василя Здебського та громади, образ був реставрований львівськими майстрами.
Християни-протестанти
Громада християн віри євангельської діє з початку 90-х років XX століття, має власний Дім молитви.
Юдаїзм

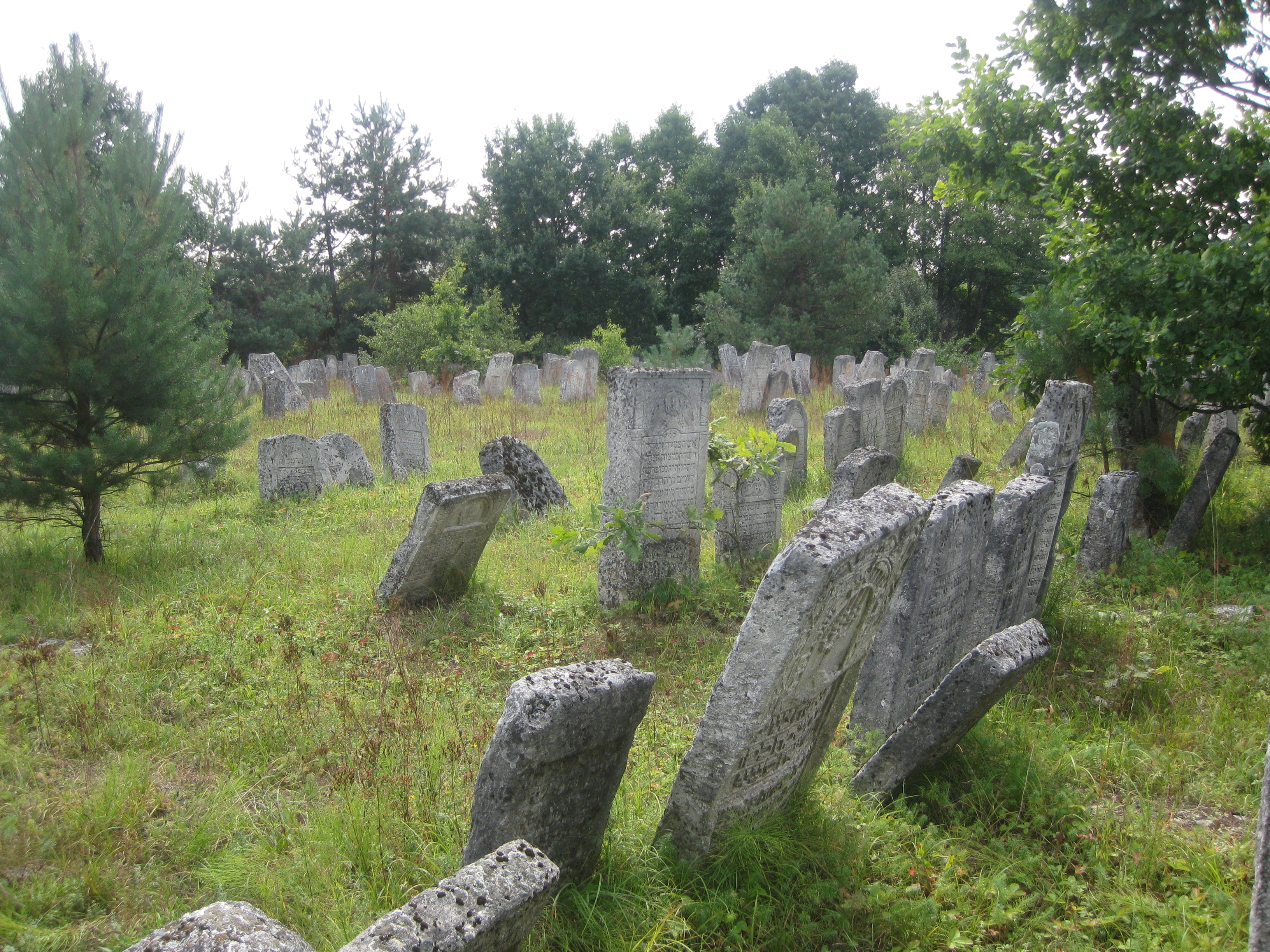
Старе єврейське кладовище (XIX-XX ст.)

Винятковим акцентом у масштабі цілого регіону є наявність у Немирові трьох синагог, з яких найстарша походить з кінця XVIII століття, а наймолодша — з перелому XIX і XX століть.
Спадщиною єврейської спільноти міста залишилося велике кладовище, розташоване при південних краях Немирова. На його території збереглося кількасот кам'яних мацев (надгробків) з XIX—XX століть.

## Відомі люди
- П'юрко Богдан — український диригент і педагог.
- Барагура Володимир — український письменник, редактор дитячого журналу «Веселка», пластун.
- Ян Андрушевський  польський лікар та письменник, похований у Немирові

## Галерея

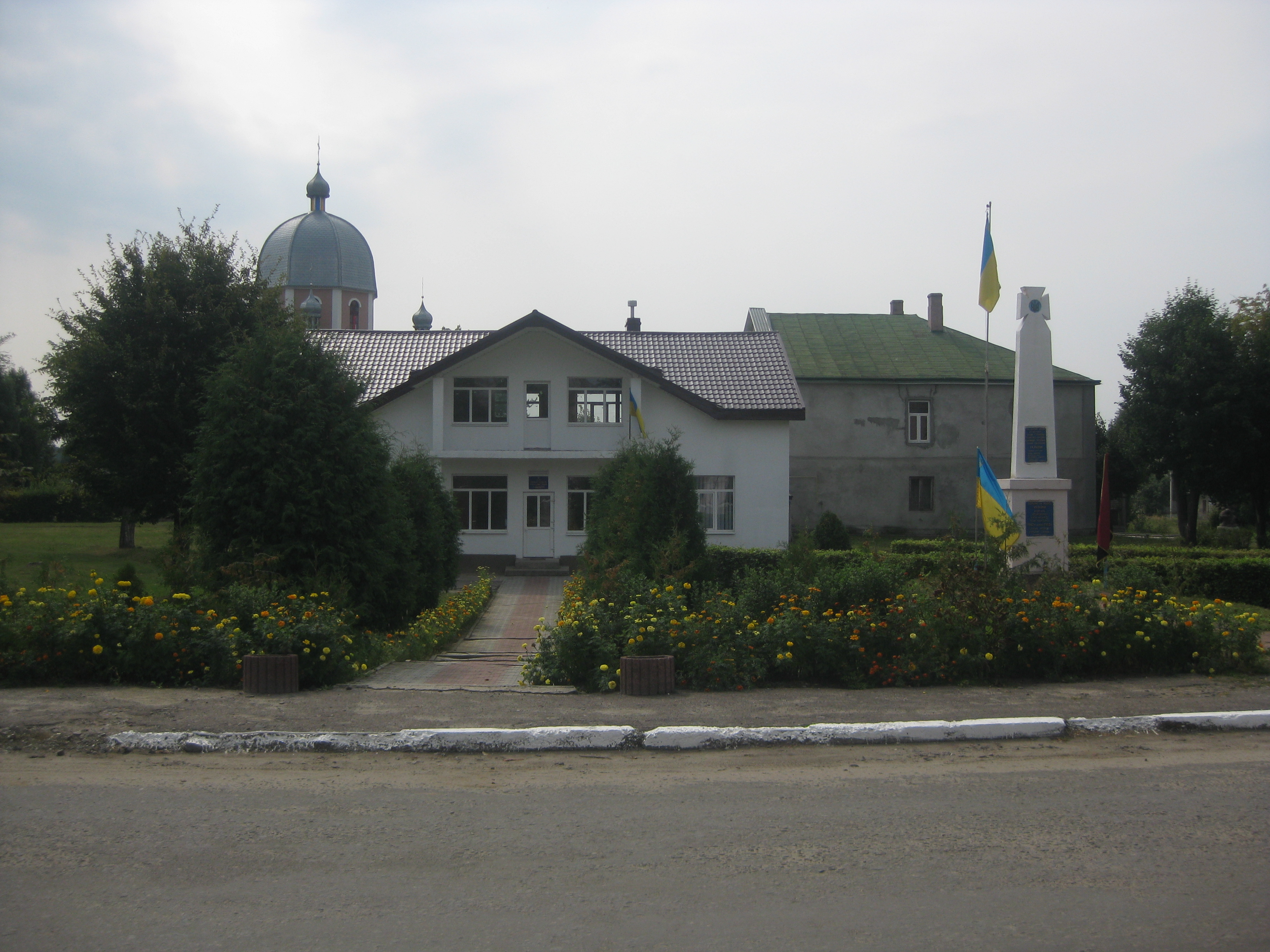
Селищна рада, праворуч пам'ятний знак ОУН-УПА
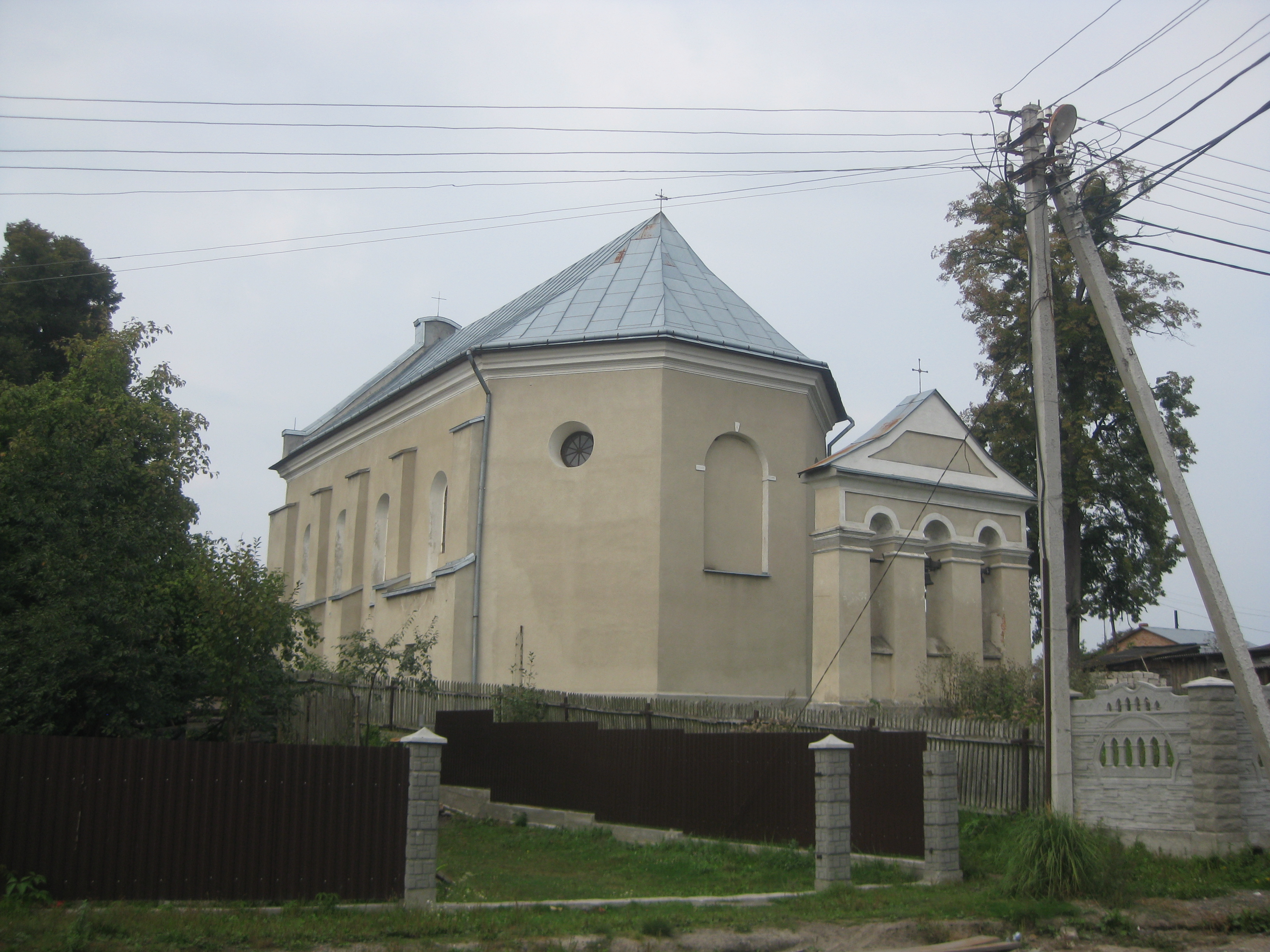
Костел Святої Трійці (1640 р.)
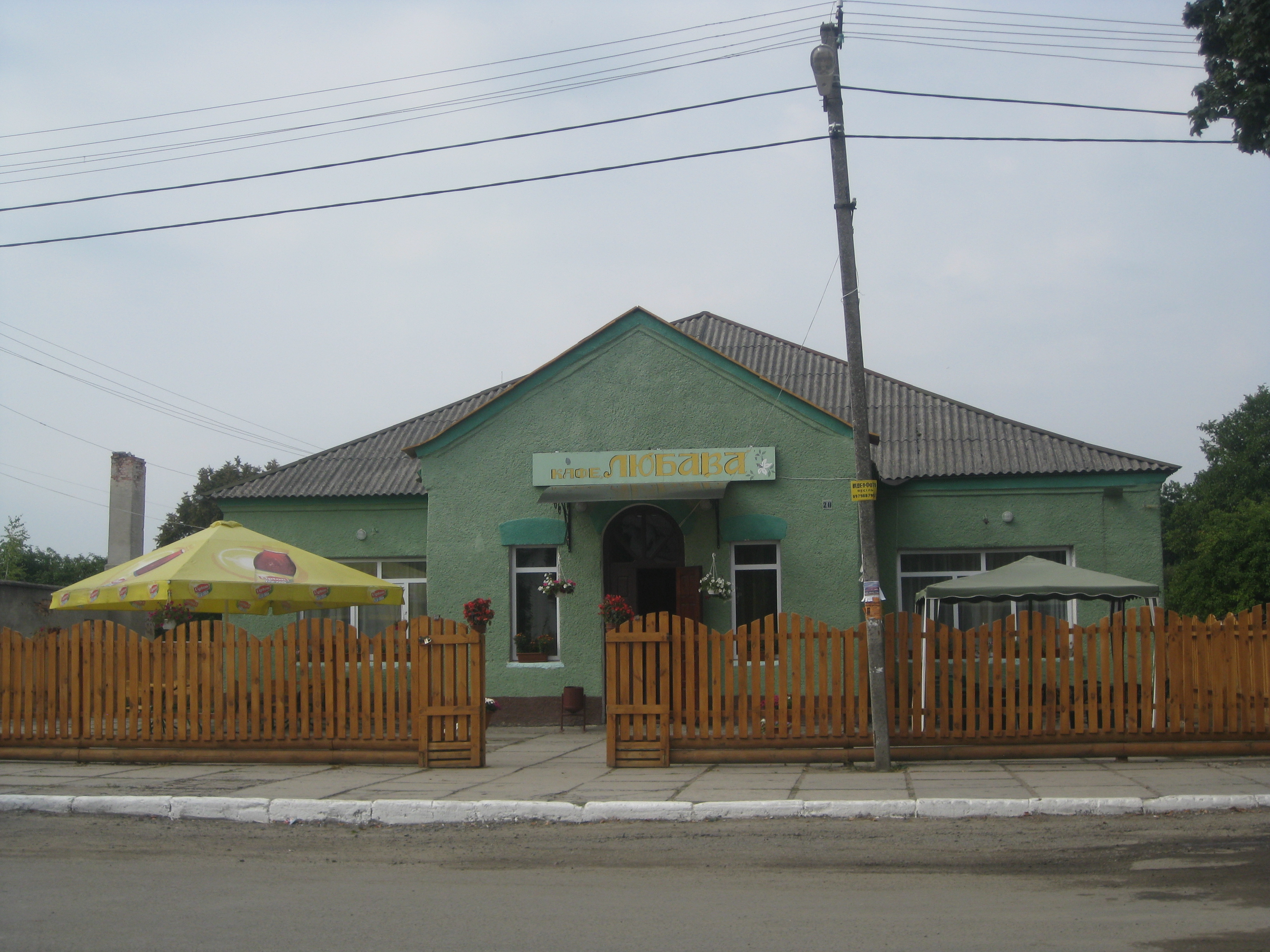
Кафе «Любава»
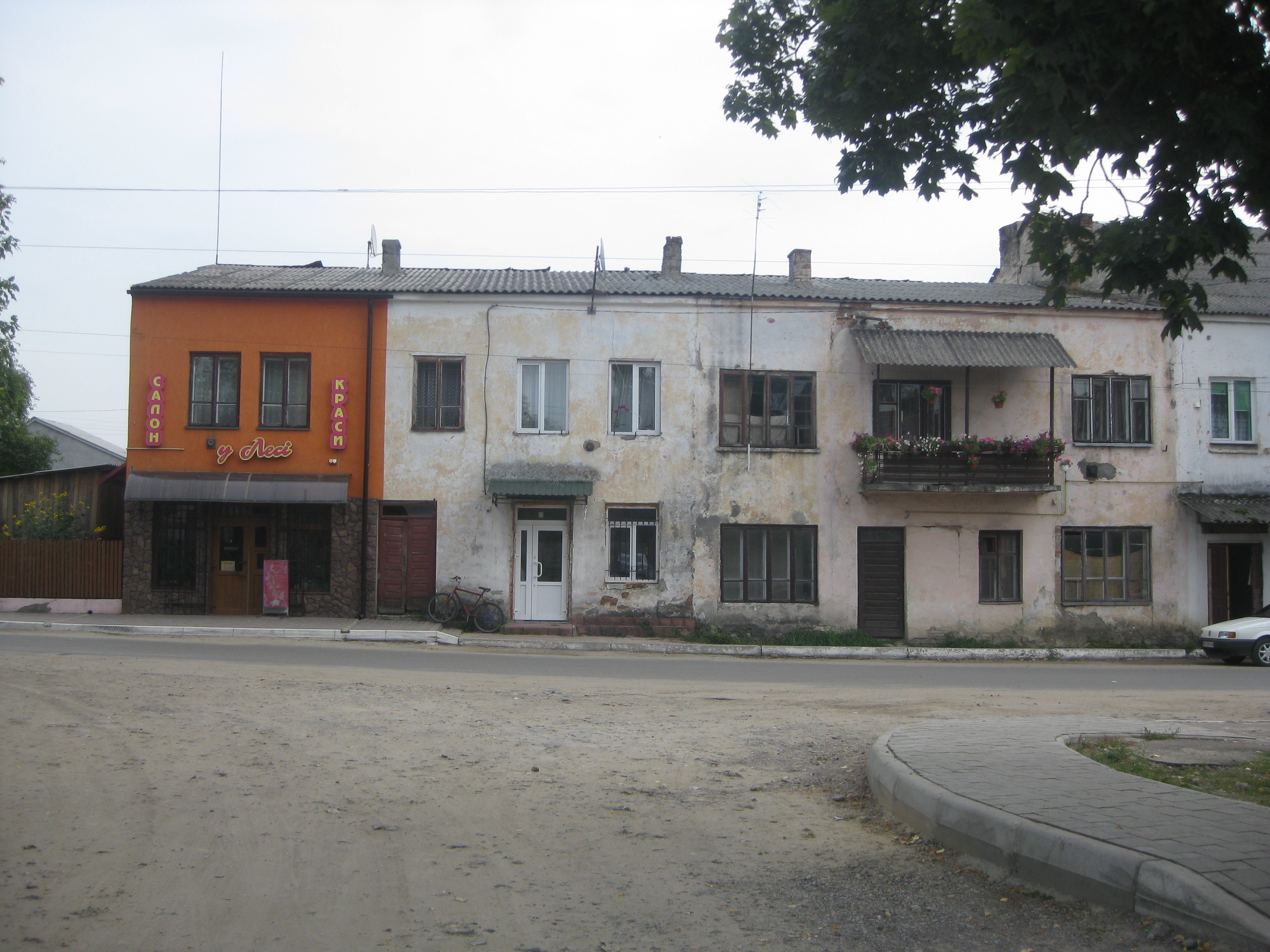
Початок вул. Равської
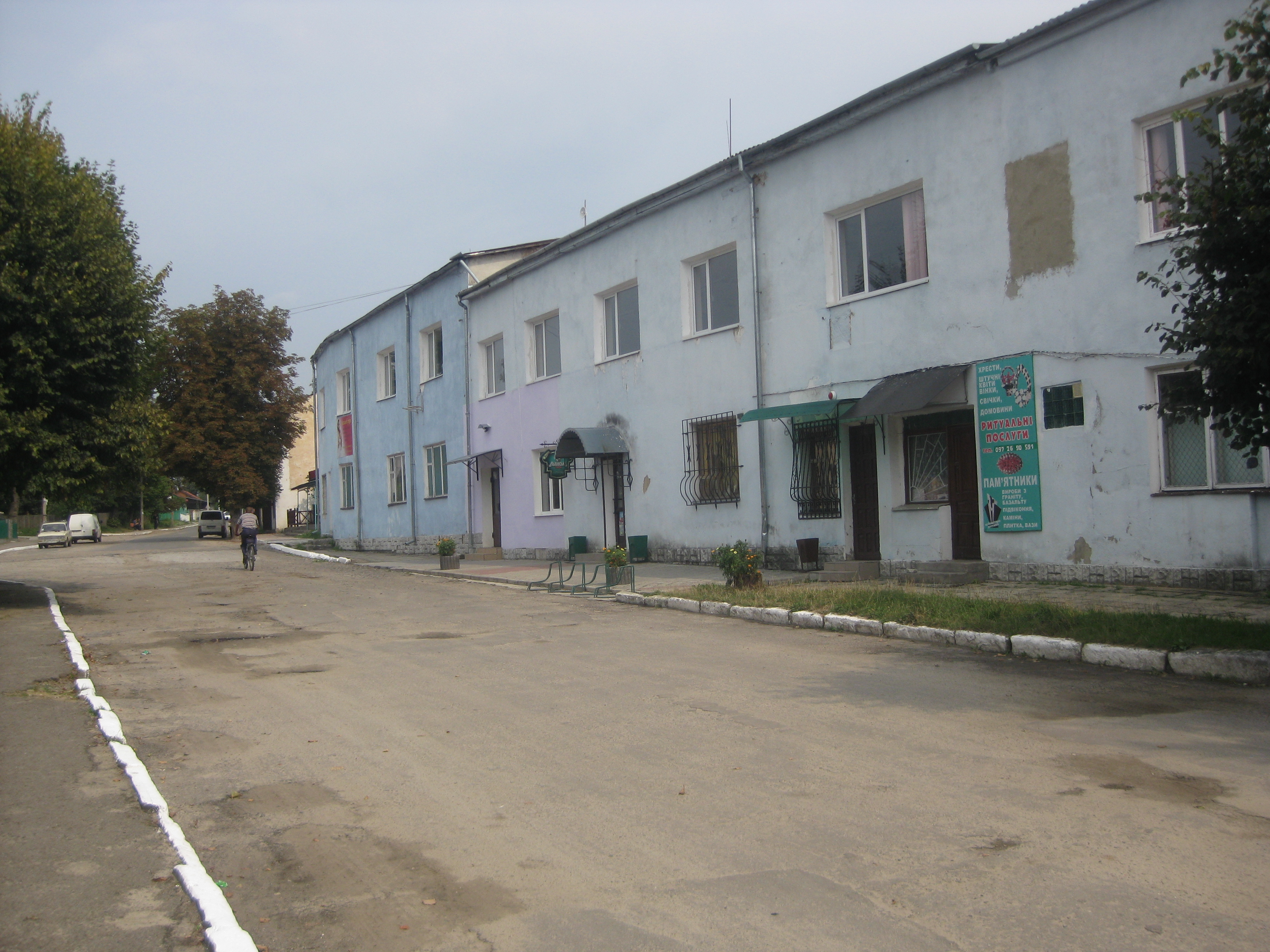
Площа Ринок, східна сторона
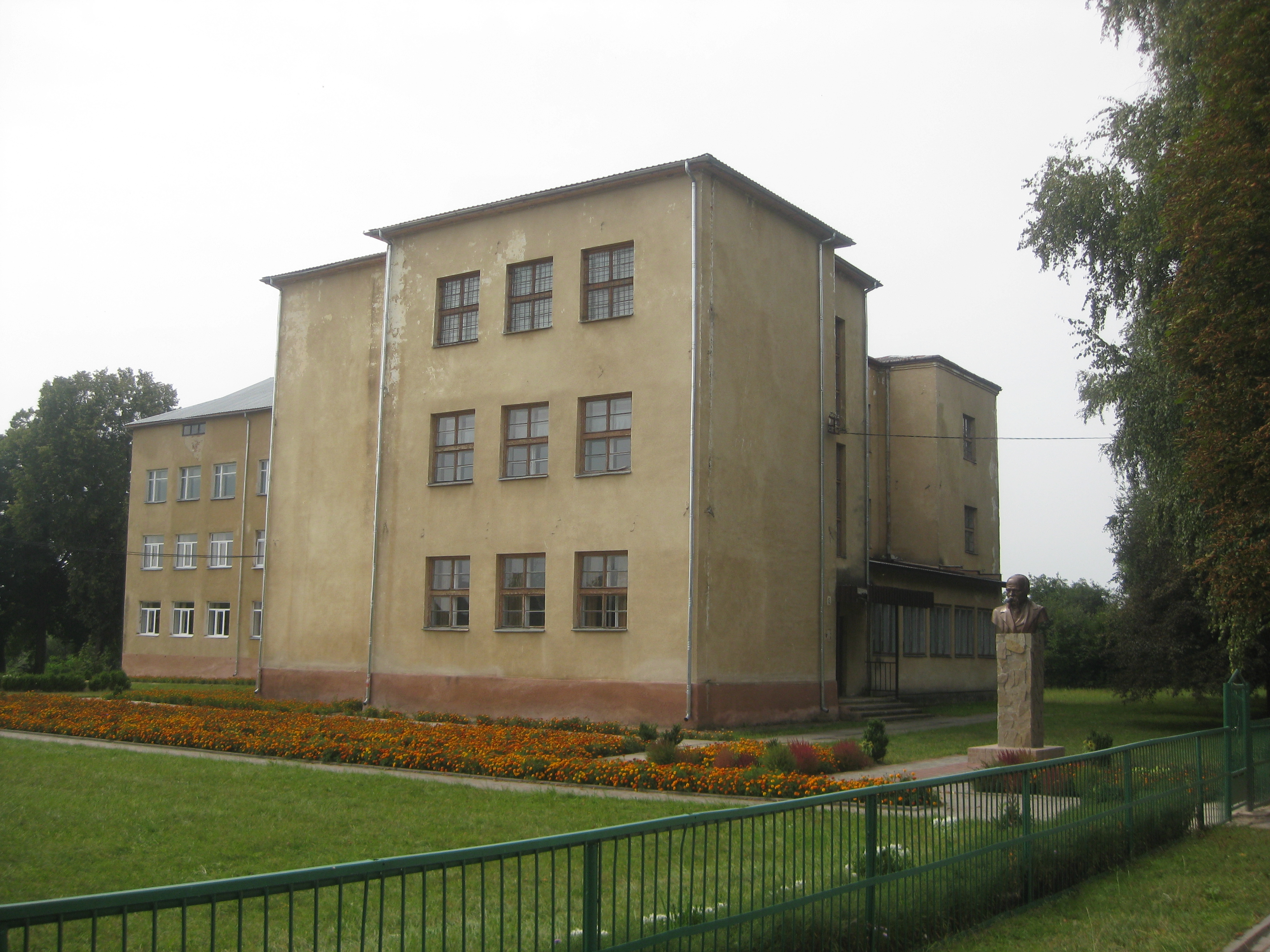
Загальноосвітня школа
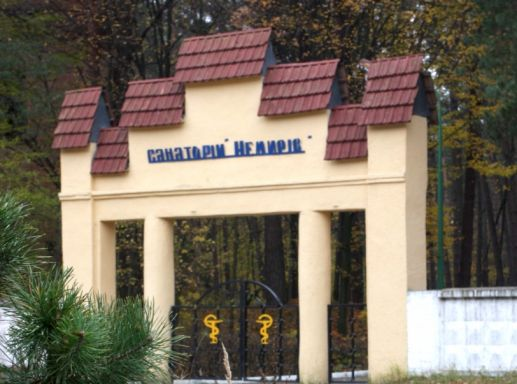
Санаторій «Немирів»
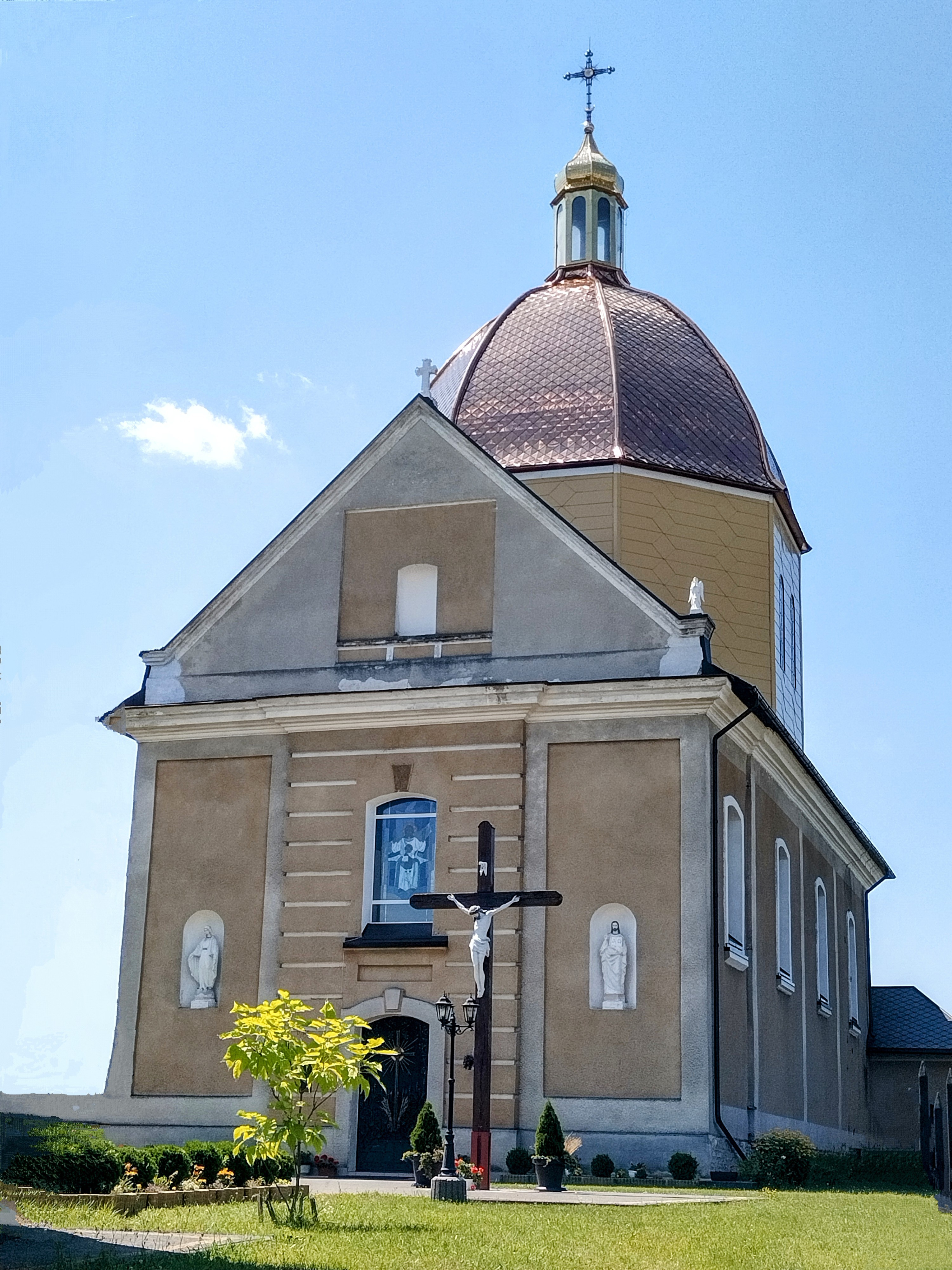
Церква Зіслання Святого Духа
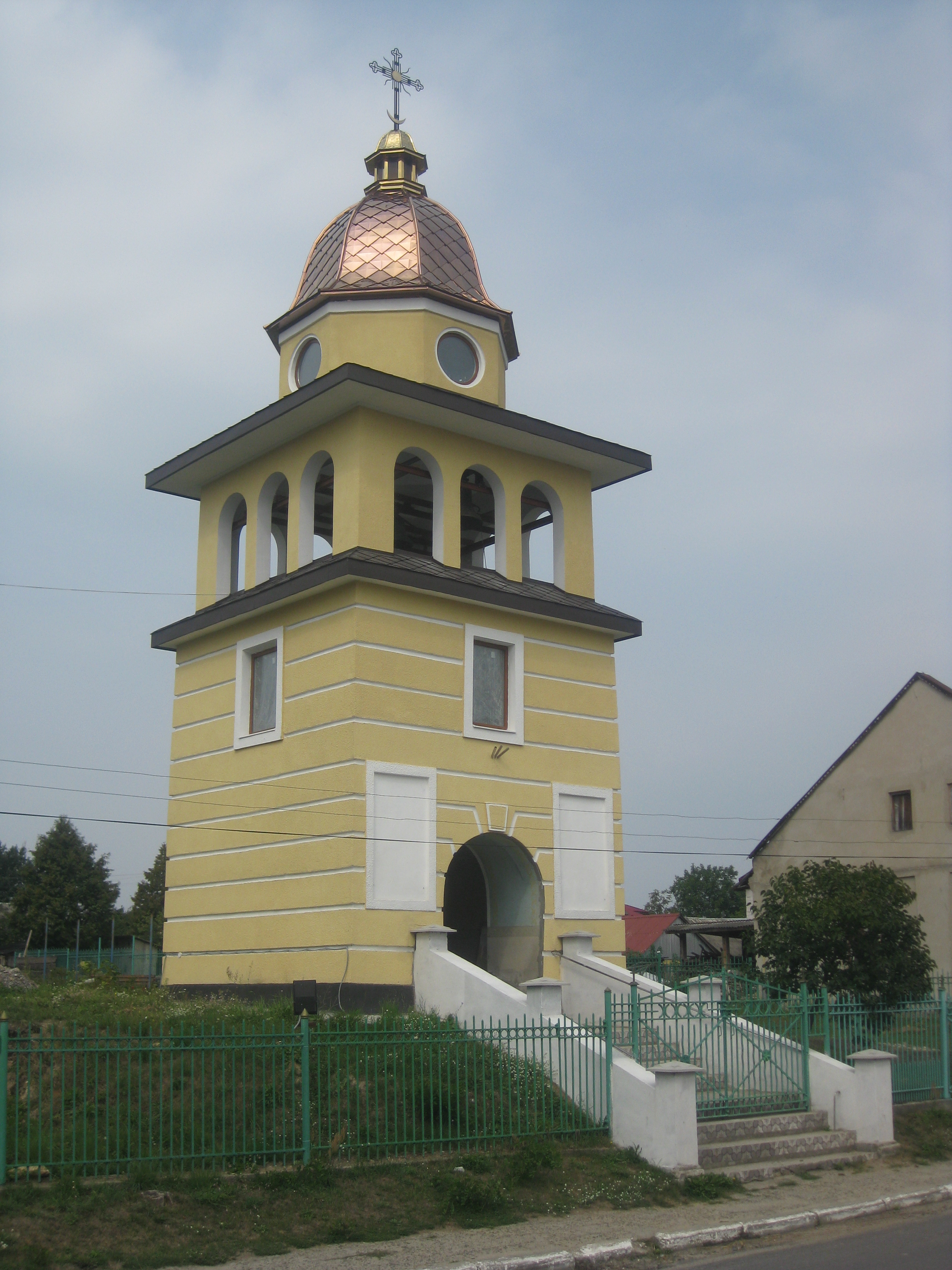
Дзвіниця церкви Зіслання Святого Духа (1557 р., реконструкція)
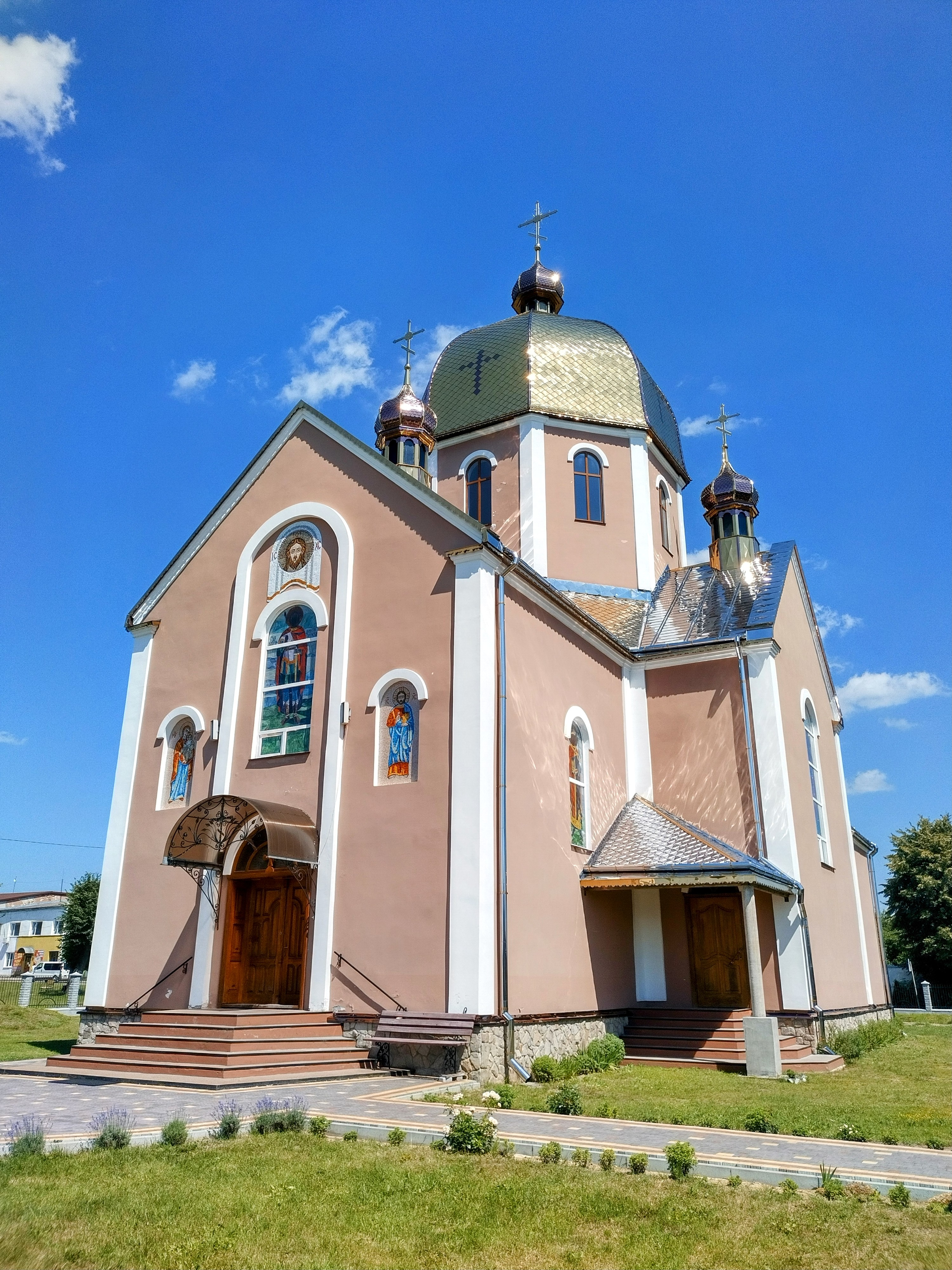
Церква Святого Дмитра Солунського